# Джафар Німейрі
Джафар Мугаммед ан-Німейрі (1 січня 1931, Омдурман — 30 травня 2009, Хартум) — державний і політичний діяч держави Судан, керівник та диктатор країни у 1969—1985 рр.

## Біографія
Народився 1 січня 1930 року в м.Омдурман в сім'ї чиновника. Закінчив військовий коледж в Судані 1952 році, служив у збройних силах Судану. Після приходу до влади в Єгипті Насера захопився ідеями арабського соціалізму та націоналізму. Був одним з керівників створеної у 1964 році в Судані організації «Вільні офіцери». 25 травня 1969 року очолив військовий переворот, що усунув від влади президента Азхарі. Очолив вищий орган управління Суданом — Революційну раду. Спочатку до Революційної ради входили різні політичні сили — інтелігенція, буржуазія, комуністи. Уряд Судану очолив поміркований діяч Авадалла Бабікер. Розвивались тісні взаємини з Єгиптом, СРСР та іншими державами. Але з часом у Німейрі виник конфлікт з комуністами, а після приходу до влади в Єгипті Садата він взагалі перейшов на антикомуністичні позиції.
28 жовтня 1969 року Німейрі провів першу реорганізацію уряду, відправивши у відставку 6-х міністрів, в тому числі 3-х соціалістів і 1-го комуніста. Прем'єр-міністром став сам Німейрі, взявши собі також посаду головнокомандувача збройними силами Судану. Таким чином він поступово зосередив майже всю владу в країні в своїх руках. 19 липня 1971 року група прокомуністично налаштованих офіцерів суданської армії на чолі з Хашімом аль-Аттою здійснили державний переворот і усунули Німейрі від влади. Однак, очевидно, вони не мали підтримки в суспільстві, тому вірні Німейрі військові частини з допомогою Єгипту та Лівії 22 липня 1971 року придушили цей виступ і повернули його до влади. 12 жовтня 1971 року в результаті референдуму, на який була висунута лише одна кандидатура Німейрі, він зайняв посаду президента Демократичної Рееспубліки Судан, а Революційна рада була розпущена.
28 лютого 1972 року була підписана Аддис-Абебська угода про врегулювання збройного конфлікту на півдні Судану, яка завершила 1-у війну на півдні Судану. Південному Судану була надана автономія. У зовнішній політиці Судан за Німейрі орієнтувався на Єгипет, інші арабські країни та на країни Заходу. В червні 1977 року Судан розірвав дипломатичні відносини з Ефіопією, яка пішла на співробітництво з СРСР, були навіть воєнні дії між Суданом та Ефіопією. Але у лютому 1978 року дипломатичні відносини були відновлені.
8 вересня 1983 року Німейрі оголосив Судан ісламською державою і запровадив шаріат. Це одразу ж викликало повстання населення Південного Судану, яке не хотіло жити за ісламськими законами. Розпочалась 2-а війна на півдні Судану. Загальне невдоволення населення режимом Німейрі призвело 4 квітня 1985 року до загального страйку. Повалений в результаті перевороту 6 квітня 1985 року Німейрі жив в 1985—1999 роках у вигнанні в Єгипті. 1999 року зі згоди нової влади Судану повернувся додому. Помер 30 травня 2009 року.